# Scaled Composites Proteus
O Scaled Composites Model 281 Proteus é uma aeronave com um conjunto de asas de alta resistência projetado pelo engenheiro Burt Rutan para investigar o possível uso de aeronaves em grande altitude como dispositivos para telecomunicações. O Proteus é realmente um veículo multimissão, capaz de transportar várias cargas acopladas em baixo da carenagem. Um design extremamente eficiente, o Proteus pode orbitar um ponto a mais de 65.000 pés (19.800 m) por mais de 18 horas. Ele é atualmente de propriedade da Northrop Grumman.

## Características
O Proteus é um avião bimotor de asas duplas construído pela Scaled Composites para fins de pesquisa em 1998.

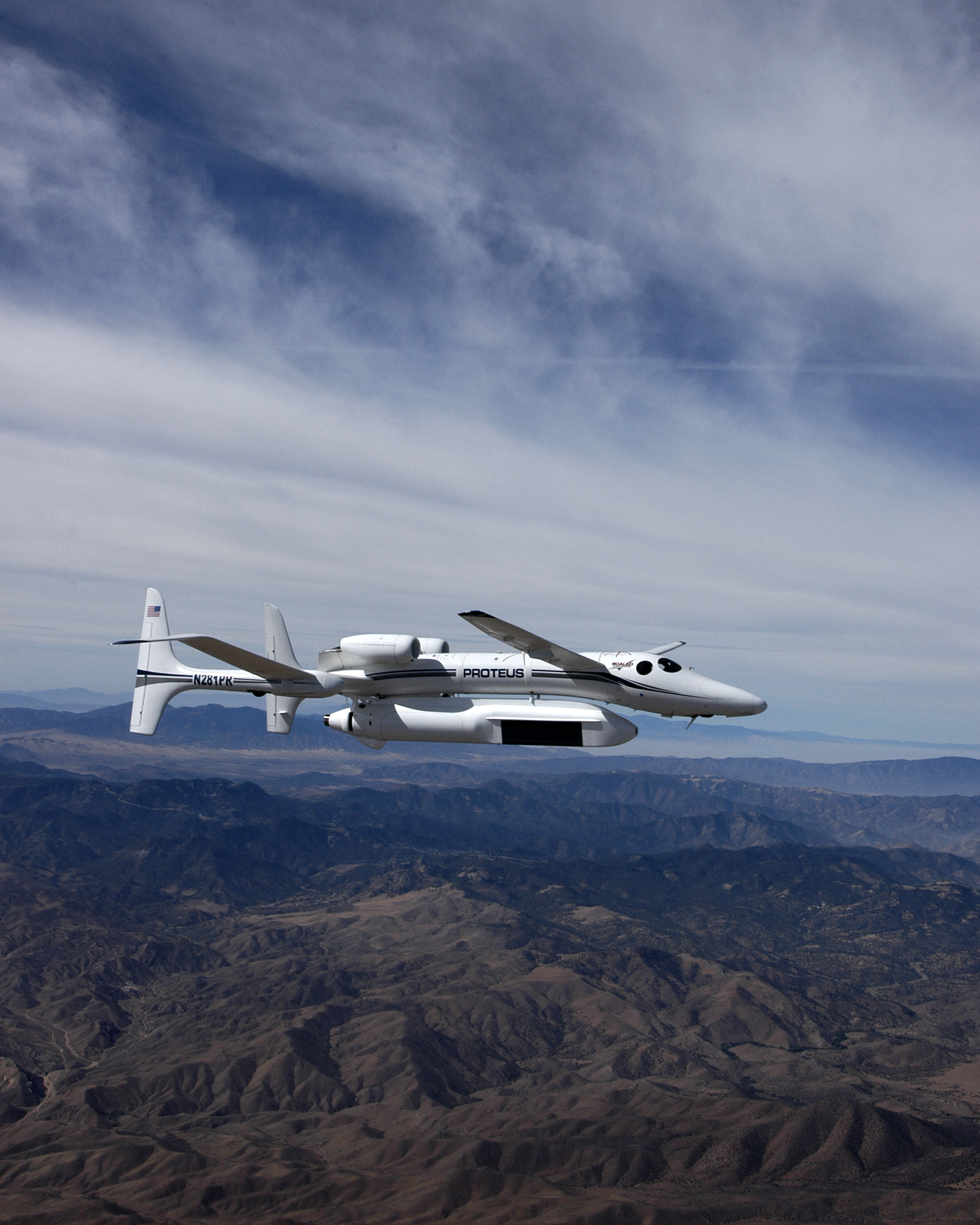
Proteus voando sobre as montanhas de Tehachapi com um radar MP-RTIP

A concepção do Proteus é para a aeronave ser uma plataforma de pesquisa de alta altitude, que pode transportar diversificados tipos de cargas, é usado para transportando o Multi-Platform Radar Technology Insertion Program (MP-RTIP), um projeto liderado pela USAF que contratou a Northrop Grumman para desenvolver a próxima geração de sistemas de radar aéreo.
O Proteus também é projetado para ser usado como transmissor de telecomunicações. A aeronave, enquanto sobrevoa uma determinada região, fornece comunicação de banda larga para clientes abaixo, que ao longo de milhares de quilômetros quadrados podem receber serviços, tais como filmes, videoconferência, internet, telefonia, a transmissão não é prejudicada por clima, edifícios, árvores ou pelas características do terreno.

## Histórico operacional
Devido à natureza da aeronave multimissão, foi envolvido em uma série de projetos de pesquisa significativos e missões. A Scaled Composites, uma subsidiária da Northrop Grumman, comercializa ativamente a aeronave como plataforma de pesquisa, e publicou um guia do usuário para planejamento de missões propostas.